# Coppa J.League 1997
La J.League Cup 1997 (o Coppa Yamazaki Nabisco 1997), la Coppa di Lega nipponica di calcio, venne vinta dai Kashima Antlers.
A questa competizione hanno preso parte le 17 squadre di J.League 1, due squadre di J.League 2 e una di JFL.

## Formula
Alla manifestazione parteciparono 20 squadre raggruppate in 5 gruppi da 4 squadre. Le prime di ogni gruppo e le tre migliore seconde si qualificarono per i quarti di finale.

## Fase a gironi

### Gruppo A
| Squadra         | Pt | G | V | N | P | RF | RS | DR  |
| --------------- | -- | - | - | - | - | -- | -- | --- |
| JEF United      | 15 | 6 | 5 | 0 | 1 | 15 | 5  | +10 |
| Shimizu S-Pulse | 9  | 6 | 2 | 3 | 1 | 7  | 6  | +1  |
| Shonan Bellmare | 8  | 6 | 2 | 2 | 2 | 14 | 10 | +4  |
| Vegalta Sendai  | 1  | 6 | 0 | 1 | 5 | 5  | 20 | -15 |

### Gruppo B
| Squadra           | Pt | G | V | N | P | RF | RS | DR |
| ----------------- | -- | - | - | - | - | -- | -- | -- |
| Consadole Sapporo | 9  | 6 | 2 | 3 | 1 | 12 | 10 | +2 |
| Verdy Kawasaki    | 9  | 6 | 2 | 3 | 1 | 9  | 8  | +1 |
| Gamba Osaka       | 7  | 6 | 2 | 1 | 3 | 10 | 11 | -1 |
| Yokohama Marinos  | 7  | 6 | 2 | 1 | 3 | 10 | 12 | -2 |

### Gruppo C
| Squadra         | Pt | G | V | N | P | RF | RS | DR  |
| --------------- | -- | - | - | - | - | -- | -- | --- |
| Kashima Antlers | 11 | 6 | 3 | 2 | 1 | 16 | 9  | +7  |
| Urawa Reds      | 10 | 6 | 2 | 4 | 0 | 9  | 3  | +6  |
| Cerezo Osaka    | 8  | 6 | 2 | 2 | 2 | 11 | 10 | +1  |
| Sagan Tosu      | 2  | 6 | 0 | 2 | 4 | 1  | 15 | -14 |

### Gruppo D
| Squadra             | Pt | G | V | N | P | RF | RS | DR |
| ------------------- | -- | - | - | - | - | -- | -- | -- |
| Kashiwa Reysol      | 11 | 6 | 3 | 2 | 1 | 13 | 5  | +8 |
| Nagoya Grampus      | 9  | 6 | 2 | 3 | 1 | 10 | 8  | +2 |
| Sanfrecce Hiroshima | 7  | 6 | 2 | 1 | 3 | 8  | 11 | -3 |
| Vissel Kōbe         | 5  | 6 | 1 | 2 | 3 | 6  | 13 | -7 |

### Gruppo E
| Squadra            | Pt | G | V | N | P | RF | RS | DR |
| ------------------ | -- | - | - | - | - | -- | -- | -- |
| Júbilo Iwata       | 14 | 6 | 4 | 2 | 0 | 12 | 6  | +6 |
| Yokohama Flügels   | 11 | 6 | 3 | 2 | 1 | 5  | 3  | +2 |
| Kyoto Purple Sanga | 4  | 6 | 1 | 1 | 4 | 5  | 9  | -4 |
| Avispa Fukuoka     | 3  | 6 | 0 | 3 | 3 | 6  | 10 | -4 |

## Scontri a eliminazione diretta

### Quarti di finale
| Squadra #1        | Squadra #2      | Andata | Ritorno |
| ----------------- | --------------- | ------ | ------- |
| Urawa Reds        | Júbilo Iwata    | 0-0    | 2-3     |
| Nagoya Grampus    | JEF United      | 4-0    | 1-1     |
| Consadole Sapporo | Kashima Antlers | 1-2    | 0-7     |
| Yokohama Flügels  | Kashiwa Reysol  | 0-1    | 3-0     |

### Semifinali
| Squadra #1       | Squadra #2     | Andata | Ritorno |
| ---------------- | -------------- | ------ | ------- |
| Kashima Antlers  | Nagoya Grampus | 1-0    | 0-0     |
| Yokohama Flügels | Júbilo Iwata   | 1-0    | 0-2     |

### Finale

#### Andata
| Iwata 22 novembre 1997                                                               | Júbilo Iwata | 1 – 2                         | Kashima Antlers | Yamaha Stadium (10,437 spett.) |
| \| \| \| \| \| Masashi Nakayama 74’ \| Marcatori \| 33’ Yutaka Akita 86’ Jorginho \| |              |                               |                 |                                |
|                                                                                      |              |                               |                 |                                |
| Masashi Nakayama 74’                                                                 | Marcatori    | 33’ Yutaka Akita 86’ Jorginho |                 |                                |

#### Ritorno
| Kashima 4 novembre 2000 | Kashima Antlers | 5 – 1                | Júbilo Iwata | Kashima Stadium (14,444 spett.) |
| \| \| \| \| \| Naoki Sōma 23’ Mazinho 28’ Mazinho 50’ Yoshiyuki Hasegawa 51’ Yutaka Akita 84’ \| Marcatori \| 73’ Norihisa Shimizu \| |                 |                      |              |                                 |
| |                 |                      |              |                                 |
| Naoki Sōma 23’ Mazinho 28’ Mazinho 50’ Yoshiyuki Hasegawa 51’ Yutaka Akita 84’                                                        | Marcatori       | 73’ Norihisa Shimizu |              |                                 |

## Premi
- MVP: Jorginho -  Kashima Antlers
- Premio "Nuovo Eroe": Atsuhiro Miura -  Yokohama Flügels